# Москвич-2137
Москвич-2137 — радянський вантажопасажирський автомобіль, що випускався в Москві, на заводі АЗЛК, з 1976 по 1985 роки на базі легкового автомобіля Москвич-2140. Це п'ятидверний універсал, який у всіх деталях, крім задньої частини і багажного відсіку, які дісталися від попередньої моделі Москвич-427, копіював седан. Автомобіль був знятий з виробництва в 1985 році.

## Опис конструкції
П'ятидверний універсал Москвич-2137, також як і тридверний фургон Москвич-2734, у всіх деталях, крім вантажної задньої частини і багажного відділу, які дістались від попереднього сімейства (моделі Москвич-427 і Москвич-434) копіювали седан Москвич-2140 і відповідно були уніфіковані між собою. На автомобіль ставився двигун від автомобіля Москвич-412 робочим об'ємом 1,5 літра.

## Галерея

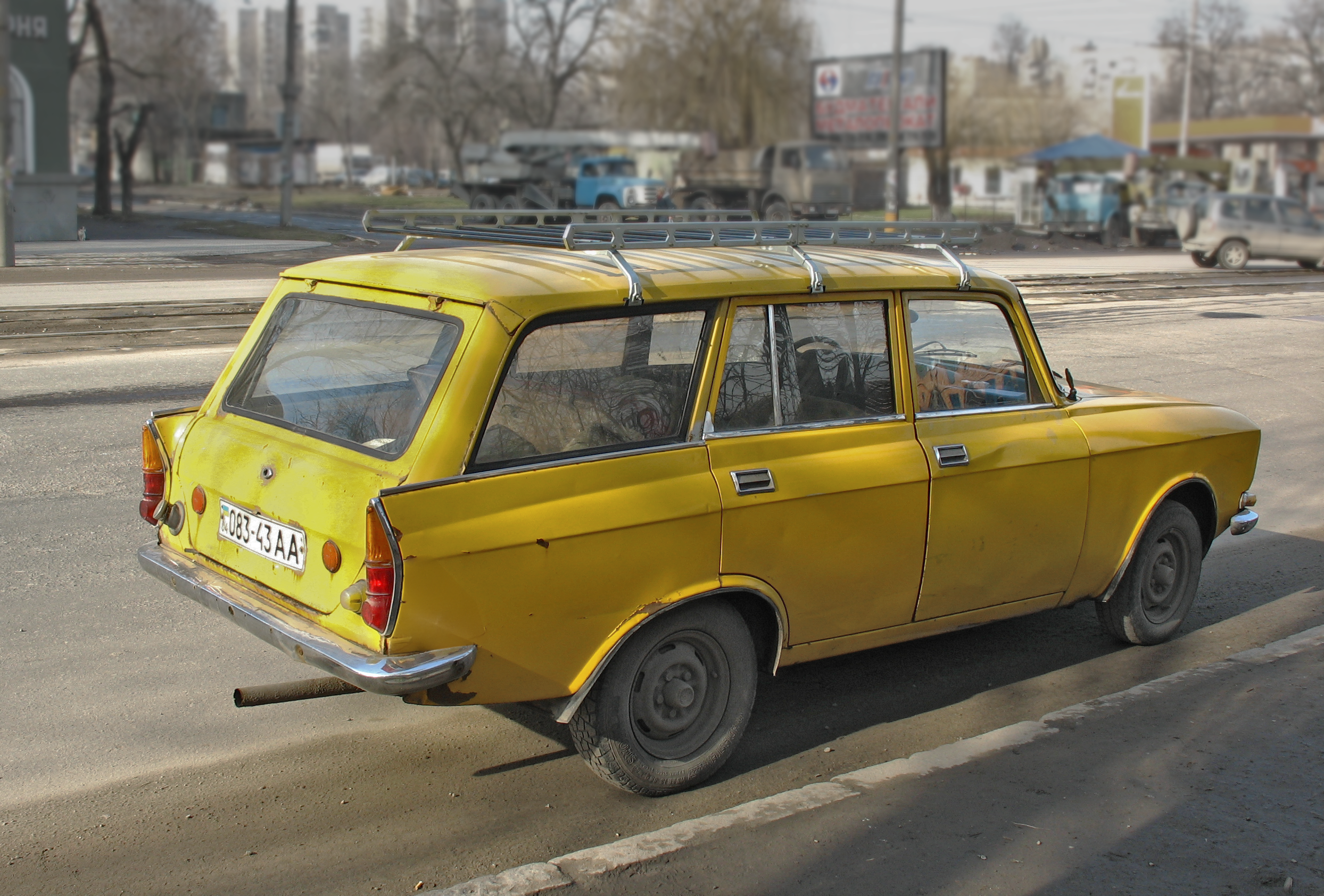
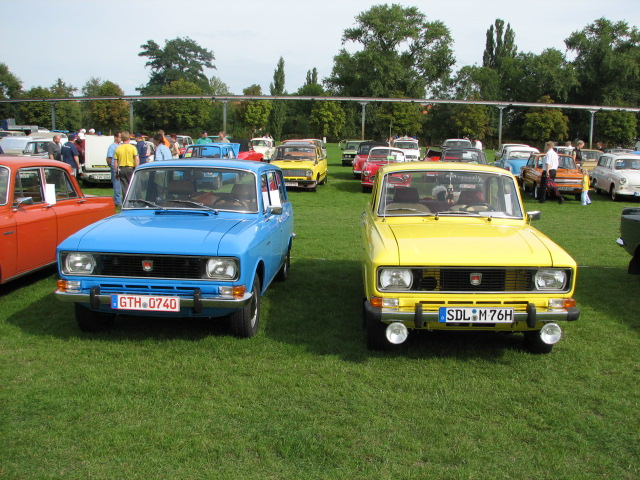
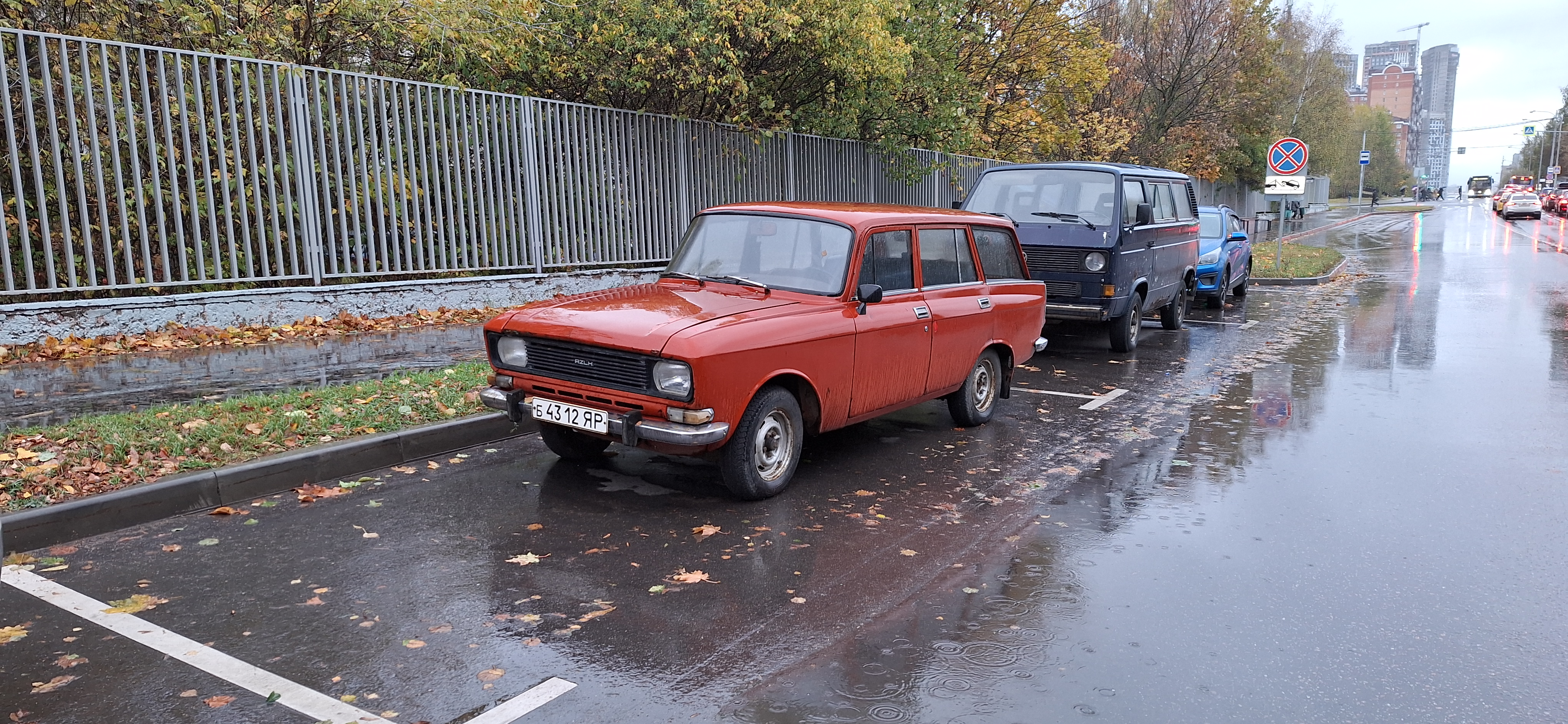

## Модифікації
- Москвич-2734 — фургон (1976—1981), випущено 4035 машин.

## В ігровій і сувенірній індустрії
Масштабні моделі автомобіля Москвич-2137 і його модифікації Москвич-2734 випускались майстернею «МД-Студія». 20 березня 2015 року масштабна модель Москвича-2137 лимонного кольору вийшла в серії «Автолегенди СРСР» (№ 133), а пізніше, цього ж року, — модель фургона Москвича-2734 білого кольору (№ 137).